# Wittlich
Wittlich é uma cidade da Alemanha, capital do distrito de Bernkastel-Wittlich, estado da Renânia-Palatinado. É uma cidade com mais de 19 000 habitantes 